# RoboMop

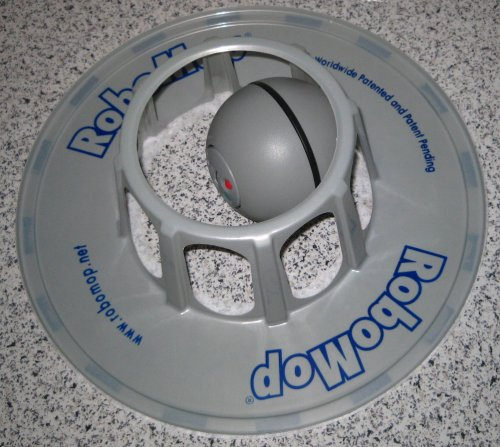
Robomop

RoboMop és un senzill robot domèstic per escombrar terres plans. És un invent del noruec Torbjørn Aasen. Està sota patent de RoboMop International.
El dispositiu es basa en una esfera autopropulsada, que corre dins d'un marc amb forma de barret, que arrossega sota seu un drap que recull la pols per electroestàtica. El producte porta una bateria recarregable. El robot esfèric recorre l'espai evitant els obstacles, passa per sota dels mobles (té 8 cm d'alçada), i es pot programar per estar treballant una determinada estona.
La mateixa empresa que ven el robot també ven els recanvis de draps electroestàtics.
El RoboMop resulta força més per econòmic que altres disponibles al mercat com el Roomba de l'empresa iRobot.